# Pinky Jones
Singles de Momoiro Clover
Ikuze! Kaitō Shōjo
(5 mai 2010) Mirai Bowl / Chai Maxx
(mars 2011)
Pinky Jones (ピンキージョーンズ) est le 2e single major du groupe féminin japonais Momoiro Clover sorti en 2010,.

## Détails du single
Il est le premier single du groupe sorti sous le label StarChild, sous-label du label major King Records, après un seul single sorti sous un autre label major Universal Music Japan.
Le single sort le 10 novembre 2010 en quatre éditions : une édition régulière avec le CD seulement et trois éditions limitées, chacune notée A, B et C, contenant le CD avec chacune un DVD différent en supplément. Le CD contient la chanson-titre, deux chansons tant que "faces B" (Coco☆Natsu et Kimi to Sekai) ainsi que les versions intrumentales des chansons. Les DVD contiennent chancun, une musique-vidéo de chacune chanson du single.
La chanson-titre figurera un an plus tard, fin 2011, sur le premier album studio Battle and Romance (qui sortira sous le nom de Momoiro Clover Z). La chanson a été notamment utilisée comme chanson-thème de fin de l'amine Yosuga no Sora ainsi que chanson-thème du film-documentaire Shirome dans lequel les membres ont joué.
Le single atteint la 8e place des classements hebdomadaires des ventes de l'Oricon et se vend au total  29 539 exemplaires fin 2010.

## Formation
- Reni Takagi
- Kanako Momota (leader)
- Akari Hayami (sub-leader)
- Momoka Ariyasu
- Shiori Tamai
- Ayaka Sasaki

## Liste des titres
Toutes les paroles sont écrites par Chokkyu Murano, toute la musique est composée par NARASAKI.
| 1. | Pinky Jones (ピンキージョーンズ) | 4:12 |
| 2. | Coco☆Natsu (ココ☆ナツ)           | 4:06 |
| 3. | Kimi to Sekai (キミとセカイ)     | 4:00 |
| 4. | Pinky Jones (off vocal ver.)     |      |
| 5. | Coco☆Natsu (off vocal ver.)      |      |
| 6. | Sans titre (off vocal ver)       |      |

| 1. | Pinky Jones (Music Video) |  |

| 1. | Coco☆Natsu (Music Video) |  |

| 1. | Kimi to Sekai (Music Video) |  |

## Position du single sur les classements de l'Oriconet duBillboard
| Classement (2012)            | Position |
| ---------------------------- | -------- |
| Oricon Daily Singles Chart   | 6        |
| Oricon Weekly Singles Chart  | 8        |
| Oricon Monthly Singles Chart | 23       |
| Billboard Japan Hot 100      | 28       |